# Писоцкий, Евгений Валерьевич
Евге́ний Вале́риевич Писо́цкий (укр. Євген Валерійович Пісоцький; 22 апреля 1987, Запорожье, Украинская ССР, СССР) — украинский футболист, полузащитник.

## Биография
Воспитанник запорожского «Металлурга», тренер — Александр Рудыка. В составе запорожского «Металлурга» дебютировал 10 июня 2007 года в домашнем матче против «Харькова». По итогам сезона 2010/11 «Металлург» занял последнее 16 место и вылетел в Первую лигу Украины. 16 мая 2014 года главный тренер «Ворсклы» Василий Сачко объявил о подписании Писоцкого.

## Достижения
- Серебряный призёр Первой лиги Украины (1): 2011/12